# 김만중 (기업인)
김만중(金萬重, 1918년 8월 13일~1996년 7월 5일)은 대한민국의 기업인이다. 삼도그룹의 창업자이자 초대 회장으로 의류가공수출의 선구자역할을 맡아 온 섬유업계 원로기업인으로 잘 알려져있다. 삼도그룹은 한국 최초로 의류 수출을 일궈낸 기업으로, 섬유 및 지퍼 수출, 개발, 건설, 전자, 화학, 자동차부품, 호텔 경영 등을 중심으로 14개 국가에 계열사 및 사무소와 약 9천명의 사원을 둔 재계 50위 안에 드는 대기업이었다. 김만중은 생전에 대한민국의 산업 발전 및 국위선양에 기여한 재계인물로 뽑힌다.

## 생애

### 출생 및 학력
1918년 양력 8월13일, 음력 7월7일, 경남 울주군 언양면 어음리에서 부친 김영진 공과 모친 이봉순 여사 사이의 5남2녀 가운데 네째 아들로 태어났다.
본관은 경주 월성이고 신라왕조 마지막 임금인 경순왕의 셋째아들 영분공의 후손으로 영분공파 37대손이다. 김만중의 증조부때 까지는 경주에 살았으나 조부 때 언양으로 이주했다.
언양공립보통학교 (현 언양초등학교), 부산제2상업학교 (현 개성고등학교) 졸업 후 취업전선에 뛰어들었다.

### 초기 경력[1]
일본 오사카로 건너가 일본종합무역상사 도멘 (현 도요타통상)에 입사하였고, 태국 등 동남아시아 일대에서 근무하였다.
방콕에서 제2차 세계 대전의 종료를 맞았던 김만중은 가진 모든 돈을 은행에 저금을 했다. 다른 사람은 금, 은, 보석을 사는데, 신변의 안전을 생각해서 내린 결정이었지만 뒤돌아보니 미련했다고, 이를 기억하며 70년대 기준으로 쌀 100섬 상당의 1천 7백바트가 들은 낡은 예금통장을 계속 간직했다고 한다.
광복 후에는 귀국해 경험을 토대로 조선견직한국생사에 입사, 섬유 외길만 걸어왔다.
1951년 무역업에 진출하여 신광상사를 창립하였다.

### 삼도물산 설립 - 국내 최초 의류 수출[2]

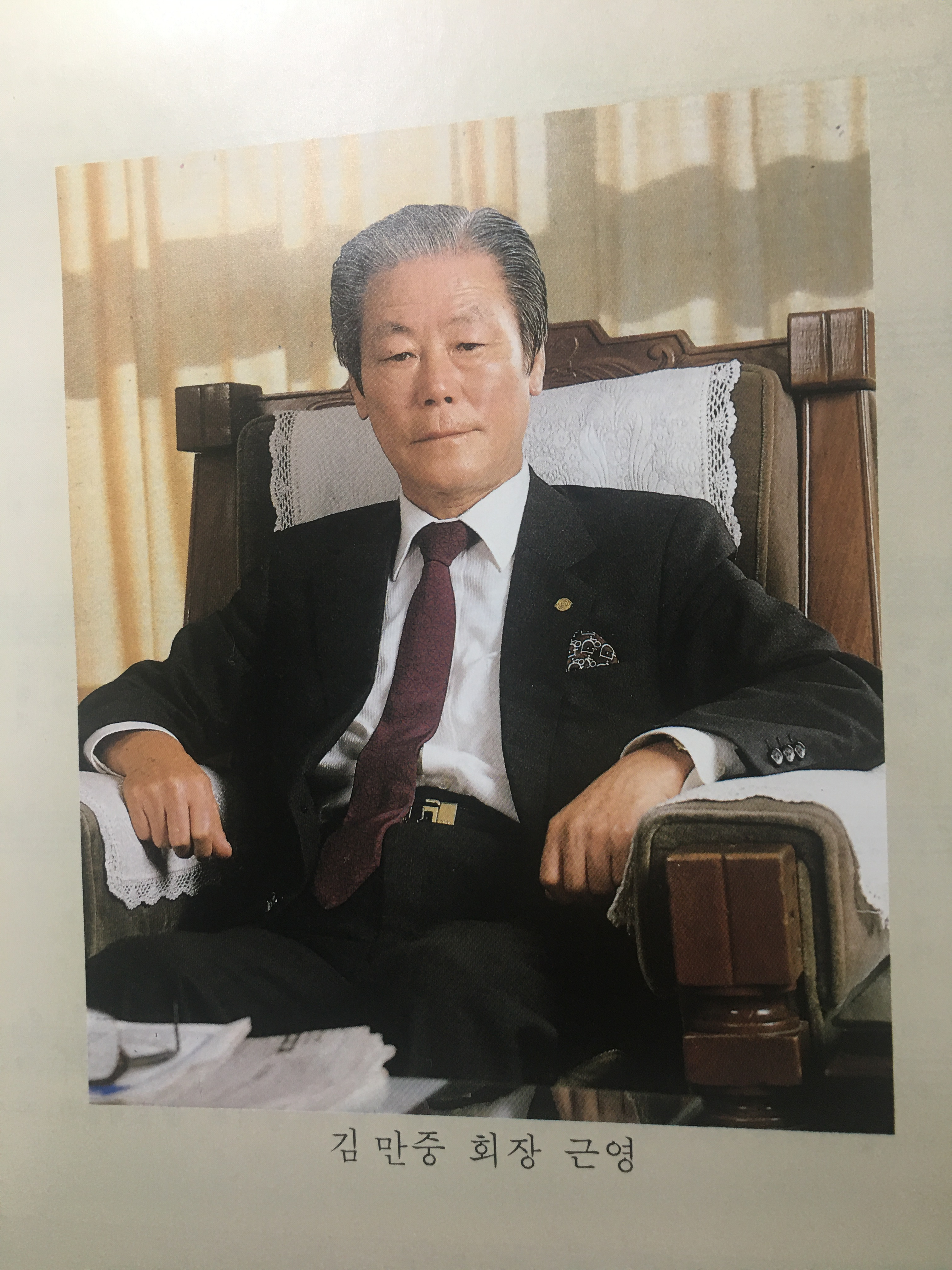
김만중 회장

1960년 4월에 자본금 500만원으로 삼도물산을 창립 하여 국내 최초로 의류 수출의 길을 열었다. 천우사와 함께 국내 봉제품 수출의 큰 축을 담당하였다.
의류의 경우는 1961년 무역회사인 천우사 전택보 회장과 삼도물산 김만중 회장이 처음 보세가공으로 시작해 개당 4달러짜리 바지를 수출한 것이 한국 의류의 첫 수출이었다.
김만중 회장은 평소에 한단계씩 오르는 성실과 타기업에 해를 주지 않는 경영을 강조하였다.
『매사를 자신의 능역에 알맞게 맞춰 해나간다는 것이 평소의 소신입니다. 이것은 기업뿐만 아니라 가정이나 개인에게도 적용될수 있는 원리입니다. 남이 장에 간다고 빈 지게 지고 따라갈 수는 없는 일이죠』

김만중 회장은 겸손함, 그리고 전문인 위주 경영을 이루어 왔다.
『항상 욕심안내고 아는체 하지 않으려고 힘쓰고 있읍니다. 선무당이 사람잡는 식의 우를 범하지 않기 위해 전문인들에게 맡겨 그들의 능력을 십분발휘하도록 노력하고 있읍니다』

또한 그는 시대에 앞서 여성 인력 문제에 대한 연구도 깊었다.
『인력난 시대를 맞아 인역 및 생산관리 면에서도 새로운 기법이 강구되지 않으면 안될 시점에 이르렀읍니다. 미국이나 「유럽」에 가보면 10년 이상의 경험을 가진 고령의 녀공들이 진지하게 작업하고 있는 광경을 쉽게 목격할 수 있읍니다. 이에 비해 우리는 고작 1,2년 일하고는 그만두거나 결혼해버려요. 큰 인역의 낭비가 아닐수 없읍니다. 따라서 경험자들의 인역을 어떻게 효율적으로 활용할수 있느냐를 인역 관리면에서 연구하고 있읍니다』

1963년 80만 달러, 1965년 270만 달러, 1973년 3,500만 달러로 고도성장을 거듭하여, 국내 제 1위의 봉제수출업체와 의류전문 수출업체 성장하였다.
1974년 9월 지퍼공장을 건립하였고, 1979년 11월 의류 단일 품목으로는 최초로 수출 1억불을 이루었다.

### 삼도그룹 – 경영의 다각화 및 경영권 승계[4]
1980년 삼도물산 창립 20주년 이사회에서 회장으로 추대되었고, 삼도종합개발 및 삼도종합건설을 본격적으로 추진하며 회사의 규모를 확장하였다. 중동지역에서 부터 공사를 시작하게 되어 국내에서도 사옥으로부터 시작, 각종 건설을 전개하였다.
삼도전자로 오디오 물품을 수출하고, 메리야스 공장을 건설하며 경영의 다각화를 추진하였다.
1987년부터 삼도물산 및 계열사의 경영권을 아들들 김상헌, 김재헌, 김재하 사장에게 물려주었다.

### 경영난
해외 쿼터제와 외환위기 등에 의한 경영난이 가중되면서 삼도그룹은 90년대 후반 법정관리를 신청하였다. 자구를 위하여 계열사 가운데 동해터미널, 풍무엔지니어링, 삼도 괌(호텔업) 등 3개사를 매각하고 계열사가 보유한 부동산을 처분하는 것 등을 골자로 한 계획서를 법원에 제출했다.

## 사망
1996년 7월 5일 오후 3시30분경 서울대학교 병원에서 향년 78세로 타계하였다. 장례식은 서울특별시 강남구 일원동 소재 삼성서울병원에서 치루어졌다.

## 상훈
수출의 날 행사에서 여섯 차례나 대통령 표창을 받으며 한국 수출 산업의 공로를 인정 받았다.
1968년 동탑산업훈장, 1976년 은탑산업훈장을 받았고, 1977년 제14회 수출의 날에는 수출업체 최고의 영예인 금탑산업훈장을 받았다. 1979년에는 섬유제품 단일품목으로 최초 수출 1억 불을 이룬 기여도를 인정받아 "1억 불 탑"을 받았다.
그가 타계한 후에도 삼도그룹은 1998년에 두번째 은탑산업훈장 (대신통상)을 받았다.

## 가족관계
- 배우자: 추영수(秋永壽) (1926~ 2012)
  - 장남: 김상헌 (1948 ~ )
  - 장녀: 김의순 (1950 ~ )
  - 차남: 김재헌 (1954 ~ )
  - 삼남: 김재하 (1955 ~ )

## 기타경력
- 한국의류수출조합 이사장[6]
- 한국보세가공품수출협회 회장/부회장[7]
- 재단법인 백양장학회의 제 1대 역대 이사장[8]
- 도멘 (현 Toyota Tsusho Corporation) 명예고문 (1992)